# Deschampsia media
Deschampsia media é uma espécie de planta com flor pertencente à família Poaceae. 
A autoridade científica da espécie é (Gouan) Roem. & Schult., tendo sido publicada em Systema Vegetabilium 2: 687. 1817.
Trata-se de uma espécie nativa de Portugal Continental. Além da subespécie nominotípica (D. m. subsp. media), é reconhecida a subespécie D. media subsp. refracta.
Não se encontra protegida por legislação portuguesa ou da Comunidade Europeia.[carece de fontes?]